# Mike Resnick

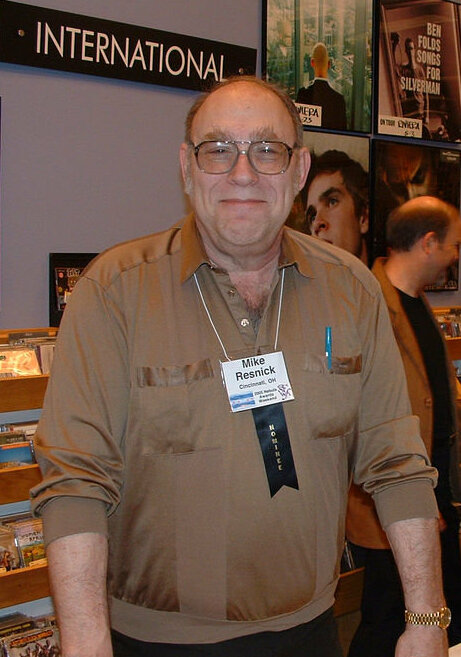
Mike Resnick, 2005

Michael Diamond Resnick (* 5. März 1942 in Chicago; † 9. Januar 2020) war ein US-amerikanischer Science-Fiction-Schriftsteller. Er war lange Zeit Chefredakteur von Jim Baen’s Universe.

## Leben
Resnick absolvierte die Highland Park High School in Highland Park, Illinois. Von 1959 bis 1961 studierte er an der University of Chicago, wo er Carol Resnick kennenlernte, die er 1961 heiratete.
Mike Resnick veröffentlichte wie viele andere Science-Fiction-Autoren zu Beginn seiner Karriere unter verschiedenen Pseudonymen in den 1960er- und frühen 1970er-Jahren über 200 sogenannte „Erwachsenenromane“, um seine Schriftstellerei zu finanzieren. Seine frühen Werke erinnern noch stark an die Bücher von Edgar Rice Burroughs und hatten eher mäßigen Erfolg. Er machte eine längere Pause von der Schriftstellerei und begann mit seiner Frau Collies zu züchten, was erfolgreicher war. 1980 kehrte er zur Schriftstellerei zurück und begann mit seinem Buch Santiago die erfolgreiche Fortsetzung seiner Karriere.
Seine Frau Carol verfasste mit ihm zusammen die Filmadaptionen für einige seiner Bücher (Sideshow, Santiago). Seine Tochter Laura Resnick ist eine erfolgreiche und mehrfach ausgezeichnete Science-Fiction- und Fantasy-Autorin.
Mike Resnick verlegte neben seiner Autorentätigkeit seiner Science-Fiction-Werke in den 1960er- und 1970er-Jahren sieben Boulevardblätter und drei Männermagazine. Über zehn Jahre schrieb er eine wöchentliche Kolumne über Pferderennen, elf Jahre lang erschien eine monatliche Kolumne über reinrassige Collies. Seine Manuskripte sind inzwischen Bestandteil der Special Collections Library in der University of South Florida in Tampa. 2012 war er der Ehrengast der 70. World Science Fiction Convention in Chicago.

## Themen
Resnicks Science Fiction Werke beschäftigen sich schwerpunktmäßig mit zwei Themen. Der erste bezieht sich auf Fabeln und Legenden der Zukunft. Die Darstellung seiner Figuren und Geschichten in dieser Spielweise seines Werkes enthalten oft Westernelemente und zeigen übergroße Charaktere. Die meisten seiner Geschichten spielen im von ihm geschaffenen Birthright-Universum oder in einer parallelen Erde. Manchmal verknüpft er historische Themen mit alternativer Geschichte. Sein zweiter Themenschwerpunkt ist Afrika – afrikanische Geschichte, afrikanische Kultur, den Kolonialismus und seine Auswirkungen und Traditionalismus. Er hielt sich öfter in Afrika auf und ließ seine Eindrücke in seine Romane einfließen. Einige seiner Science-Fiction-Geschichten sind Allegorien afrikanischer Geschichte und Politik. Einige seiner Werke spielen in Afrika oder haben afrikanische Hauptfiguren. Sein Gesamtwerk erstreckt sich von Abenteuer, Science Fiction, Kriminalgeschichten bis Fantasy. Resnicks Schaffen ist bekannt für seine humorvolle Schreibweise.
Er mochte die Zusammenarbeit mit anderen Schriftstellern, besonders in Form von Kurzgeschichten. So arbeitete er alleine 2012 mit 48 Kollegen bei Kurzgeschichten zusammen, mit dreien bei Drehbüchern und drei bei Romanen. Lange Zeit nahm er auch regelmäßig an Fandoms teil, war Ehrengast bei 38 Conventions und Toastmaster bei dutzenden anderen. Seit 1988 gab er über 40 Anthologien heraus. Er verkaufte auf seinen Romanen basierende Drehbücher an die Studios von Miramax, Capella und Jupiter 9.
Er war der Chefredakteur der Buchreihe The stellar guild. Das Ziel war es, eher unbekanntere Autoren dadurch bekannter zu machen, dass Autorenteams gebildet wurden, die aus einem Neuling und einem bekannten und erfahrenen Autoren gebildet wurden. 2013 startete ein ähnliches Projekt, Galaxy’s Edge, einem 14 täglichen Magazin. Das Magazin bringt Neuveröffentlichungen von erfolgreichen Kurzgeschichten und mixt diese mit Werken neuer oder nicht ganz so bekannten Schriftstellern.
Resnick war regelmäßiger Mitarbeiter des SFWA Bulletin, das von der Science Fiction and Fantasy Writers of America herausgegeben wird. In Zusammenarbeit mit Barry N. Malzberg schrieb er das Buch „The Business of Science Fiction“ in dem über Entstehung, Einflüsse, und alle die Schriftstellerei betreffenden Themen diskutiert werden. 2013 schrieb er in Zusammenarbeit mit Malzberg auch einige Artikel, die bei den Mitgliedern der SFWA eine Debatte über Sexismus auslösten. Weibliche Autorinnen regten sich über Beschreibungen in Resnicks und Malzbergs Artikeln auf, die die Autorinnen als „beauty pageant beautiful“ (Schönheitswettbewerb Schönheiten) bezeichneten. Die Redakteurin Jean Rabe gab im Zuge der Kontroverse ihr Amt zurück.
Seine Werke erschienen bisher auf Französisch, Italienisch, Deutsch, Spanisch, Japanisch, Koreanisch, Bulgarisch, Ungarisch, Hebräisch, Russisch, Lettisch, Litauisch, Polnisch, Tschechisch, Holländisch, Lateinisch, Schwedisch, Rumänisch, Finnisch, Portugiesisch, Slowakisch, Chinesisch, Katalanisch, Dänisch und Kroatisch.

## Auszeichnungen und Nominierungen
Resnick wurde bisher für 36 Hugo Awards nominiert und hält damit einen Rekord, gewonnen hat er ihn fünfmal. Außer 1999 und 2003 wurde er seit 1989 in jedem Jahr nominiert. Darüber hinaus gewann er zahlreiche nationale Auszeichnungen, zum Beispiel aus Frankreich, Japan, Spanien, Kroatien und Polen. Seit 2011 führt er die ewige Gewinner Bestenliste des Locus Award in der Sparte beste Kurzgeschichte an, in der Kategorieübergreifenden Liste für alle SF-Preise belegt er den vierten Platz. Überaus erfolgreich war Sieben Blicke in die Olduvai-Schlucht, die 1994 den Nebula Award, 1995 den Hugo Award, 1995 den HOMer Award und den S.F. Chronicle Poll Award gewann. Zwischen 1991 und 2001 gewann er weitere neun HOMer Awards, somit 10facher Gewinner bei 24 Nominierungen. Mit dieser Zahl führt er auch die Bestenliste an. Den Asimov’s Readers Poll Award gewann er insgesamt fünfmal bei 20 Nominierungen, 2020 stand er auf dem zweiten Platz der Bestenliste. Insgesamt sechsmal wurde er mit dem S.F. Chronicle Poll Award ausgezeichnet. Darüber hinaus erhielt er einen Locus Award bei 20 Nominierungen, einen Golden Pagoda Award, zwei American Dog Writers Awards und einen Alexander Award. Zusätzlich wurde Resnick 1995 mit dem Skylark (oder Edward E. Smith Memorial Award for Imaginative Fiction) für sein Lebenswerk geehrt.

### Internationale Auszeichnungen
Sieben Blicke in die Olduvai-Schlucht gewann den spanischen Ignotus Award, den französischen Prix Ozone Award und den kroatischen Futura Poll. Insgesamt gewann Resnick drei Ignotus Awards und zwei Prix Ozone Awards. Für Old MacDonald Had a Farm wurde er mit dem spanischen El Melocoton Mecanico Award geehrt, für For I Have Touched the Sky mit dem Xatafi-Cyberdark Award und für The Dark Ladymit dem Tour Eiffel Award in Frankreich.
In Japan wurde Kirinyaga: A Fable of Utopia mit dem Seiun-sho Award und For I Have Touched the Sky mit dem Hayakawa Award ausgezeichnet. Den polnischen Nowa Fantastyka Poll Award gewann Resnick mit Kirinyaga, For I Have Touched the Sky und When the Old Gods Die wurden mit dem Sfinks Award geehrt. Als bestübersetzte Geschichte wurden er und Lezli Robyn für Soulmates mit dem katalanischen Ictineus Award bedacht.

### Hugo-Nominierungen
- Kirinyaga, 1989, Gewinner
- For I Have Touched the Sky, 1990
- The Manamouki, 1991, Gewinner
- Bully, 1991
- Winter Solstice, 1992
- One Perfect Morning, With Jackals, 1992
- The Lotus and the Spear, 1993
- Mwalimu in the Squared Circle, 1994
- Kategorie Bester professioneller Autor, 1994
- Seven Views of Olduvai Gorge, 1995, Gewinner
- Barnaby in Exile,1995
- A Little Knowledge, 1995
- Kategorie Bester professioneller Autor, 1995
- When the Old Gods Die, 1996
- Bibi, 1996 (mit Susan Schwartz)
- The Land of Nod, 1997
- The 43 Antarean Dynasties, 1998, Gewinner
- Hothouse Flowers, 2000
- Hunting the Snark, 2000
- The Elephants on Neptune, 2001
- Redchapel, 2001
- Putting It Together, 2001
- Old MacDonald Had a Farm, 2002
- I Have This Nifty Idea…, 2002
- Robots Don’t Cry, 2004
- Travels with My Cats, 2005, Gewinner
- A Princess of Earth, 2005
- Down Memory Lane, 2006
- All the Things You Are, 2007
- Worldcon Guest of Honor Speeches, 2007
- Distant Replay, 2008
- Alastair Baffle’s Emporium of Wonders, 2009
- Article of Faith, 2009
- The Bride of Frankenstein, 2010
- The Business of Science Fiction, 2011 (mit Barry N. Malzberg)
- The Homecoming, 2012

## Bibliografie

### Romane
- The Goddess of Ganymede, 1967
- Pursuit on Ganymede, 1968
- Redbeard, 1969
- Die Entdeckung der Erde, 1983, ISBN 3-442-23752-1, Battlestar Galactica #5: Galactica Discovers Earth, 1980 (mit Glen A. Larson)
- Herr der bösen Wünsche, 1984, ISBN 3-404-23035-3, The Soul Eater, 1981
- Das Zeitalter der Sterne, ISBN 3-426-05793-X, 1985, Birthright The Book of Man, 1982
- Walpurgis III 1986, ISBN 3-426-05805-7, Walpurgis III, 1982
- Hereinspaziert zur Monsterparty!, 1985, ISBN 3-442-23470-0, Sideshow, 1982
- Applaus für die dreibeinige Stripperin, 1985, The Three-Legged Hootch Dancer, 1983
- Manege frei für fremde Bestien, 1985, ISBN 3-442-23472-7, The Wild Alien Tamer, 1983
- Hände hoch, Bewohner der Galaxis, 1985, ISBN 3-442-23473-5, The Best Rootin' Tootin' Shootin' Gunslinger in the Whole Damned Galaxy, 1983
- The Branch, 1984
- Eros Ascending, 1984
- Eros at Zenith, 1984
- Eros Descending, 1985
- Adventures, 1985
- Eros at Nadir, 1986
- Santiago, 1993, Santiago: A Myth of the Far Future, 1986
- Die Einhornpirsch, 1997, ISBN 3-453-12685-8, Stalking the Unicorn, 1987
- The Dark Lady, 1987
- Elfenbein, 1995, ISBN 3-453-07966-3, Ivory, 1988
- Paradise, 1989
- Second Contact, 1990
- The Red Tape War, 1991 (mit Jack L. Chalker und George Alec Effinger)
- Soothsayer, 1991
- Oracle, 1992
- Lucifer Jones, 1992
- Purgatory, 1992
- Exploits, 1993
- Prophet, 1993
- Inferno, 1993
- A Miracle of Rare Design, 1994
- Encounters, 1994
- Dog in the Manger, 1995
- The Widowmaker, 1996
- The Widowmaker Reborn, 1997
- The Widowmaker Unleashed, 1998
- Kirinyaga, 1998
- A Hunger in the Soul, 1998
- The Outpost, 2001
- The Return of Santiago, 2003
- Das Amulett der Macht, 2004, Lara Croft: The Amulet of Power, 2003
- Lady With an Alien, 2005
- A Gathering of Widowmakers, 2005
- Dragon America, 2005
- Die Meuterer, 2008, ISBN 978-3-404-23326-7, Starship: Mutiny, 2005
- A Club in Montmartre, 2006
- Die Piraten, 2009, ISBN 978-3-404-23329-8, Starship: Pirate, 2006
- World Behind the Door, 2007
- Die Söldner, 2009, ISBN 978-3-404-23337-3, Starship: Mercenary, 2007
- Mallory und die Nacht der Toten, 2011, ISBN 978-3-404-20645-2, Stalking the Vampire, 2008
- Die Rebellen, 2010, ISBN 978-3-404-23342-7, Starship: Rebel, 2008
- Hazards, 2009
- Mallory und der Taschendrache 2012, ISBN 978-3-404-20675-9, Stalking the Dragon, 2009
- Flaggschiff, 2010, ISBN 978-3-404-23350-2, Starship: Flagship, 2009
- The Buntline Special, 2010
- The Doctor and the Kid, 2011
- Das Cassandra-Projekt, 2013, ISBN 978-3-404-20729-9, The Cassandra Project, 2012, (mit Jack McDevitt)
- The Doctor and the Rough Rider, 2012
- The Trojan Colt, 2013
- The Doctor and the Dinosaurs, 2013
- Cat on a Cold Tin Roof, 2014
- The Fortress in Orion, 2014
- The Prison in Antares, 2015
- The Castle in Cassopeia, 2017
- Gods of Sagittarius, 2017 (mit Eric Flint)
- The Master of Dreams, 2019
- The Misstress of Illusions, 2020

### Geschichtensammlungen
- Unauthorized Autobiographies, 1984
- Through Darkest Resnick With Gun and Camera, 1990
- Stalking the Wild Resnick, 1991
- Pink Elephants and Hairy Toads, 1991
- Bwana & Bully!, 1991
- The Alien Heart, 1991
- Will the Last Person to Leave the Planet Please Shut Off the Sun?, 1992
- Solo Flights Through Shared Worlds, 1996
- An Alien Land, 1998
- A Safari of the Mind, 1999
- Magic Feathers: The Mike and Nick Show, 2000 (mit Nick DiChario)
- In Space No One Can Hear You Laugh, 2000
- Hunting the Snark and Other Stories, 2002
- With a Little Help From My Friends, 2002
- New Dreams for Old, 2006
- The Other Teddy Roosevelts, 2008
- Dreamwish Beasts and Snarks, 2009
- Blasphemy, 2010
- The Incarceration of Captain Nebula and Other Lost Futures, 2012
- Resnick’s Menagerie, 2012
- With a Little More Help From My Friends, 2012
- Masters of the Galaxy, 2012
- Stalking the Zombie, 2012
- Win Some, Lose Some, 2012

### Herausgegebene Anthologien
- Shaggy B.E.M. Stories, 1988
- Alternate Presidents, 1992
- Alternate Kennedys, 1992
- Inside the Funhouse, 1992
- Aladdin: Master of the Lamp, 1992 (mit Martin Greenberg)
- Whatdunits, 1992
- More Whatdunits, 1993
- Alternate Warriors, 1993
- Future Earths: Under African Skies, 1993 (mit Gardner Dozois)
- Future Earths: Under South American Suns, 1993 (mit Gardner Dozois)
- Christmas Ghosts, 1993
- Das große Buch der Dinosaurier-Geschichten, 1993, ISBN 3-453-07393-2, Dinosaur Fantastic, 1993 (mit Martin Greenberg)
- By Any Other Fame, 1994
- Deals With the Devil, 1994 (mit Loren D. Estleman)
- Alternate Outlaws, 1994
- Alternate Worldcons, 1994
- Witch Fantastic, 1995
- Sherlock Holmes in Orbit, 1995
- Again, Alternate Worldcons, 1996
- Girls for the Slime God, 1997
- Alternate Tyrants, 1997
- Alternate Skiffy, 1997
- Return of the Dinosaurs, 1997
- Women Writing Science Fiction as Men, 2003
- Men Writing Science Fiction as Women, 2003
- Stars, 2003 (mit Janis Ian)
- New Voices in Science Fiction, 2003
- I, Alien, 2005
- Down These Dark Spaceways, 2005
- This is My Funniest, 2006
- Space Cadets, 2006
- The Worldcon Guest of Honor Speeches, 2006 (mit Joe Siclari)
- Alien Crimes, 2007
- Nebula Awards Showcase, 2007, 2007
- This is My Funniest 2, 2007
- History Revisited, 2008 (mit J. David Markham)
- The Dragon Done It, 2008 (mit Eric Flint)
- The Best of Jim Baen’s Universe #2, 2008 (mit Eric Flint)
- When Diplomacy Fails, 2008 (mit Eric Flint)
- The Worlds of Edgar Rice Burroughs, 2013 (mit Bob Garcia)

### Sachbücher
- Putting It Together, 2000
- I Have This Nifty Idea, 2001
- Once a Fan…, 2002
- The Science Fiction Professional, 2002
- Resnick at Large, 2003
- …Always a Fan, 2009
- The Business of Science Fiction, 2010 (mit Barry N. Malzberg)
- Resnick Abroad, 2012
- Resnick on the Loose, 2012

### Kurzgeschichten
- The Last Dog
- Blue
- Beachcomber
- Watching Marcia
- The Olympians
- Me and My Shadow
- The Fallen Angel
- God and Mr. Slatterman
- The Inn of the Hairy Toad
- Stalking the Unicorn with Gun and Camera
- The Toymaker and the General
- King of the Blue Planet
- Kirinyaga
- His Award-Winning Science Fiction Story
- Beibermann’s Soul
- Death is an Acquired Trait
- The Crack in the Cosmic Egg
- Inquiry Into the Auction of the U.S.A.
- For I Have Touched the Sky
- Slice of Life
- Balance
- Bwana
- Neutraler Boden, 1989, Neutral Ground, 1989
- How I Wrote the New Testament, Brought Forth the Renaissance, and Birdied the 17th Hole at Pebble Beach
- Was It Good For You, Too?
- Manamouki, 1991, The Manamouki, 1990
- One Perfect Morning, With Jackals
- Frankie, der Ghostwriter, 1991, Frankie the Spook, 1990
- Posttime in Pink
- Museum Piece
- Origins
- The Nine Lives of Isaac Intrepid (mit Lou Tabakow)
- Pawns
- Bully!
- Excerpt from the Diary of Dr. Morris Finkelstein
- Song of a Dry River
- Winter Solstice
- A Little Night Music
- Monster, 1993, Monsters of the Midway, 1991
- The Bull Moose at Bay
- Mrs. Hood Unloads
- Over There
- Der Aufstand der Zuckerpflaumen-Elfen, 1996, Revolt of the Sugar Plum Fairies, 1992
- Classified
- Malish
- Trading Up (mit Barbara Delaplace)
- Will the Last Person to Leave the Planet Please Shut off the Sun?
- Editor Meacham and the Fate Worse Than Death
- The Light That Blinds, the Claws That Catch
- The Lotus and the Spear
- The Pale Thin God
- Lady in Waiting
- The B Team
- Every Man a God (mit Barry N. Malzberg)
- Die Prüfungen und Plagen des Myron Blumberg, Drache, 1995, The Trials and Tribulations of Myron Blumberg, Dragon, 1993
- The Blue-Nosed Reindeer
- Mwalimu in the Squared Circle
- Ghosts (mit Barry N. Malzberg)
- Stop Press
- Stanley the Eighteen-Percenter
- Genesis: The Rejected Canon
- The Summer of my Discontent
- Super Acorns (mit Lawrence Schimel)
- The Tarnished Diamond
- Birdie (mit Nick DiChario)
- Barnaby im Exil, 1998, Barnaby in Exile, 1994
- Ein wenig Wissen, 1997, A Little Knowledge, 1994
- Sieben Blicke in die Olduvai-Schlucht, 1996, Seven Views of Olduvai Gorge, 1994
- Alien Radio (mit Nick DiChario)
- Pleasantly Pink (mit Nick DiChario)
- The Adventure of the Pearly Gates
- Working Stiff (mit Nick DiChario)
- My Girl
- The Kemosabee
- Metamorphosis
- The Most Beautiful Girl Alive (mit Nick DiChario)
- Squonking (mit Nick DiChario)
- The Sweet, Sad Love Song of Fred and Wilma (mit Nick DiChario)
- The Shiksa (mit Lawrence Schimel)
- How Jerry Phipps Won His Hugo
- disILLUSIONS (mit Lawrence Schimel)
- When the Old Gods Die
- The Land of Nod
- Darker Than You Wrote
- Merdinus (mit Linda Dunn)
- Heart of Stone (mit Lyn Nichols)
- Mrs. Vamberry Takes a Trip
- Bibi, 1997, Bibi, 1995 (mit Susan Schwartz)
- The Joy of Hats (mit Nick DiChario)
- The Starving Children of Mars (with Louise Rowder)
- Die Roosevelt-Depeschen, 2000, The Roosevelt Dispatches, 1996
- Card Shark
- The Gefilte Fish Girl
- My Brother’s Keeper (mit Jack Nimbersheim)
- A Limerick History of Science Fiction
- Of Flame and Air (mit Josepha Sherman)
- The Arrows of Godly Passion (mit Nick DiChario)
- Sagittarius Rising (mit Ann Marston)
- The Fighting 35th Last Stand at the Delores Proud Apple School for the Blind (mit Nick DiChario)
- Fascinatin’ Rhythm (mit Nick DiChario)
- The 43 Antarean Dynasties
- Stan (mit Ron Collins)
- Me and Galahad (mit Adrienne Gormley)
- Interview with the Almighty
- A Buzzard Named Rabinowitz
- Hothouse Flowers
- Why Martians are Attracted to Big-Breasted Women
- Hunting the Snark
- Full Circle (mit Kristine Kathryn Rusch)
- Boot Hill (mit Catherine Asaro)
- The Elephants on Neptune
- Redchapel
- Even Butterflies Can Sting
- Ocean’s Eleven (mit Tom Gerencer)
- Nicobar Lane: The Soul Eater’s Story
- Old MacDonald Had a Farm
- Like Father, Like Son (mit B.J. Galler-Smith)
- Like Small Feet Following (mit Robyn Herrington)
- The Chinese Sandman
- Flower Children of Mars (mit M. Shayne Bell)
- The Shackles of Freedom (mit Tobias S. Buckell)
- The Demons of Jupiter’s Moons (mit Dean Wesley Smith)
- Approaching Sixty (with Barry N. Malzberg)
- Water-Skiing Down the Styx (mit Janis Ian)
- The Amorous Broom
- Reflections in Black Granite (with Michael A. Burstein)
- Dobchek: Lost in the Funhouse (with Kay Kenyon)
- Robots Don’t Cry
- The Burning Spear at Twilight
- Here’s Looking at You, Kid
- Unsafe at Any Speed
- Society’s Goy
- Swimming Upstream in the Wells of the Desert (mit Susan R. Matthews)
- Travels with My Cats
- Me
- El Presidente
- Game Face (mit Robert Sheckley)
- Keepsakes
- The Boy Who Cried ‘Dragon!’
- The Island of Annoyed Souls
- A Princess of Earth
- Cobbling Together a Solution
- Down Memory Lane
- Guardian Angel
- The One That Got Away
- A Muse with Burning Eyes (mit B. D. Faw)
- Before the Beginning (mit Harry Turtledove)
- Nowhere in Particular
- The God Biz
- The Hermit of the Skies (mit Paul Crilley)
- Two Hunters in Manhattan
- Prevenge (mit Kevin J. Anderson)
- Catastrophe Baker and the Cold Equations
- Harry, Larry, Barry & Frankie
- Occupational Hazard
- Great Unreported Breakthroughs #163
- A Small Skirmish in the Culture War (mit James Patrick Kelly)
- Solomon’s Choice (mit Nancy Kress)
- Distant Replay
- Jellyfish (mit David Gerrold)
- All the Things You Are
- The Big Guy
- Visitor’s Night at Joey Chicago’s
- Chartreuse Mansions
- A Locked-Planet Mystery
- The Long and Short of It
- Shell Game
- Honorable Enemies
- Monuments in Flesh and Stone
- The Lost Continent of Moo
- Alastair Baffle’s Emporium of Wonders
- Carnival Knowledge
- Sluggo
- The Last Actor (mit Linda Donahue)
- Merry Bunta!
- The Hex is In
- A Jaguar Never Changes Its Stripes
- A Better Mousetrap
- Christmas Eve at Harvey Wallbanger’s
- A Very Special Girl
- A Most Unusual Greyhound
- Not Quite Alone in the Dream Quarter (mit Pat Cadigan)
- Snatch as Snatch Can
- Kilimanjaro
- Best in Show
- Connoisseurs
- Spring Training
- Inescapable
- A Four-Sided Triangle
- The Forgotten Kingdom
- Mother Scorpion’s House of Fallen Flowers
- Idle Roomer (mit Lezli Robyn)
- The Paternal Flame
- Catastrophe Baker and a Canticle for Leibowitz
- Article of Faith
- A Very Formal Affair
- Soulmates (mit Lezli Robyn)
- If the Frame Fits…
- Benchwarmer (mit Lezli Robyn)
- Shame (mit Lezli Robyn)
- Shaka II
- On Safari
- The Bride of Frankenstein
- Heads and Tails in Paradise
- Harboring Pearls
- The Blimp and Sixpence
- Report from the Field (mit Lezli Robyn)
- The Foundling
- Weekdays
- The Close Shave (mit Lezli Robyn)
- Royal Bloodlines
- Observation Post
- The Incarceration of Captain Nebula
- King and Mrs. Kong
- El and Al vs. Himmler’s Horrendous Horde from Hell
- Six Blind Men and an Alien
- A Weighty Affair
- Dark Doings at the Field Museum of Natural Mystery
- The Second Civil War
- Bad News From the Vatican
- Incident on the Low Seas (mit John Kenny)
- The Homecoming
- Treasure Island
- The Kid at Midnight
- Real Jake
- Making the Cut (mit Lezli Robyn)
- Catastrophe Baker Makes First Contact
- Peacekeeper (mit Brad R. Torgersen)
- Siren Song
- Guard Dog (mit Brad R. Torgersen)
- Mooncakes (mit Laurie Tom)
- A Holy War
- The Book of Eternity
- The Ascent (mit Brad R. Torgersen)
- The Sacred Tree
- Stalking the Zombie
- The Hotel of the Suicides (mit Sabina Theo)
- Siren Song
- The Things That Pearls Can Buy (mit Gio Clairval)
- Hush, Little Baby, Don’t You Cry (mit Brennan Harvey)
- The Evening Line
- The Puce Whale
- Tourist Trap (mit Barry Malzberg)
- The Wizard of West 34th Street
- The Revealed Truth
- In the Tombs of the Martian Kings
- The Hell-Bound Stagecoach
- The Enhancement
- A Beautiful Friendship (mit Lou Berger)
- Die Matrix und der Sternenschöpfer, 2003, The Matrix and the Star Maker, 2003